# Principat de Bidaxa
El principat de Bidaxa (occità: Bidaisha, francès: Bidache) fou una senyoria feudal entre el Bearn i la Baixa Navarra. La capital era Bidaxa.
Els senyors de Gramont governaven un territori aïllat entre Bearn i Dacs. El territori el delimitaven el riu Bidusa (Bidouze), els boscos de Mixa (Mixe) i de Guixa (Guiche) i els Pirineus; al llarg del segle xi van afermar la seva sobirania, sovint sota vassallatge del Vescomtat de Bearn.
El 1205 el senyor de Bidaxa, Gramont i Mixa, Arnau Guillem, va prendre el títol de Príncep de Bidaxa. Vers el 1255 un tal Ramon, oncle d'Arnau Guillem, disputava l'herència (suposadament a una filla d'Arnau Guillem i al seu marit) i va fer cessió dels drets sobirans de Bidaxa al rei Eduard I d'Anglaterra que acabava d'esdevenir duc d'Aquitània, però tot i així va acabar perdent, i la línia d'Arnau va conservar el poder. El príncep rendia homenatge per Mixa i terres a Zuberoa al vescomte de Bearn, per Gramont al rei de Navarra, però no rendia a ningú per Bidaxa. Encara al segle xvi els prínceps de Bidaxa eren senyors sobirans i es titulaven prínceps de Bidaxa, comtes de Guixa (les terres de Guixa havien pres el títol comtal), senyors de Gramont, i barons de Vilanova, Came, Sames, Léren, Saint-Pé, Bardos i Urt, però la seva autonomia va desaparèixer després del 1589 quan el rei de Navarra i vescomte de Bearn, Enric III, va esdevenir rei de França (Enric IV) i va considerar Bidaxa un feu francès. El 1643 la part essencial d'aquestes terres foren convertides en ducat-pairia. Vegeu Ducat de Gramont.